# José Cabantan
Jose Araneta Cabantan (ur. 19 czerwca 1957 w Lagonglong) – filipiński duchowny rzymskokatolicki, od 2020 arcybiskup Cagayan de Oro.

## Życiorys
Święcenia kapłańskie przyjął 30 kwietnia 1990 i został inkardynowany do archidiecezji Cagayan de Oro. Po kikkuletnim stażu duszpasterskim został dyrektorem studiów w archidiecezjalnym seminarium, zaś po odbyciu studiów w Manili został wychowawcą teologicznej części tegoż seminarium. W 2007 został proboszczem jednej z parafii w Cagayan de Oro.
18 lutego 2010 został mianowany biskupem Malaybalay. Sakry biskupiej udzielił mu 30 kwietnia 2010 abp Edward Adams.
23 czerwca 2020 otrzymał nominację na arcybiskupa Cagayan de Oro, zaś 28 sierpnia 2020 kanonicznie objął urząd.